# Matijaš Sandorf
Matijaš Sandorf (francuski: Mathias Sandorf) 27. je roman iz serije romana Neobična putovanja (francuski: Voyages Extraordinaires) Julesa Vernea. Objavljen je 1885. godine, u Hrvatskoj prvi put je tiskan 1988. godine. U dijelu romana Jules Verne opisuje Pazinsku jamu i pazinski Kaštel.

## Kratki sadržaj
Grof Matijaš Sandorf, Stjepan Bathory i Ladislav Zathmar u Trstu 1867. pripremaju urotu za osamostaljenje Mađarske od Austro-Ugarske. Dvojica skitnica, Zirone i Sarcany, uhvate goluba koji prenosi šifriranu zavjerničku poruku koju uz pomoć bankara Silasa Thoronthala dešifriraju te zavjernike prijavljuju policiji i za to dobivaju nagradu. Bankar Thoronthal i Sarcany s novim imetkom započinju novi život, Thoronthal u Dubrovniku, a Sarcany u kockarnicama diljem Mediterana.
Austrougarska policija uhićuje zavjernike, optužuje ih za urotu i zatvara ih u pazinski Kaštel gdje čekaju pogubljenje. Sandorf i Bathory uspijevaju pobjeći spustivši se niz liticu Pazinske jame u ponor, a Zathmara hvataju žandari. Dvojicu prijatelja na deblu nosi bujica Pazinčice i nakon šest sati izbacuje ih na površinu Limskog kanala. Uspijevaju doći do Rovinja gdje u kući ribara Andree Ferrata nalaze utočište. Ferratov neprijatelj Carpena izdaje ih žandarima koji hvataju Bathoryja, odvode ga natrag u Kaštel gdje ga sutradan s Zatharom streljaju. Sandorf skače s rovinjskih klisura u more i nestaje.
Nakon 15 godina u Dubrovniku se pojavljuje tajanstveni dr. Antekirtt koji traži Thorontala, Sarcanyja, Zironea i Carpenu jer ih smatra odgovornima za smrt Bathoryja i Zathmara. U tome mu pomaže sin Stjepana Bathonyja, Petar koji je zaljubljen u Savu Thorontal, kćer Silasa Thorontala, izdajice njegova oca. Ipak poslije će se saznati je Sava oteta kćer Matijaša Sandorfa. A Matijaš Sandorf zapravo je dr. Antekirtt, bogat, ugledan liječnik i znanstvenik. On je život posvetio zadovoljenju pravde: u posljednjim poglavljima pratimo njegovu potragu za izdajnicima po cijelom Mediteranu (Dubrovnik, Sicilija, Malta, Gibraltar, otoci libijske obale, Monte Carlo...). Zirone, Carpen, Thorontal, Scarcany pogibaju na kraju romana.

## Verneovi izvori za roman
Jules Verne nikada nije bio u Pazinu i Istri. Detaljne opise Pazina, Kaštela i jame preuzeo je iz putopisa svoga sunarodnjaka Charlesa Yriartea Obale Jadranskoga mora, a fotografije je dobio od tadašnjega gradonačelnika Pazina, Giuseppea Cecha. I izvornik i hrvatsko izdanje imaju 111 ilustracija Leona Benetta (koji je ilustrirao i druga Verneova djela). Pretpostavlja se da je Benett prema tim opisima i fotografijama načinio ilustracije pazinskoga Kaštela, litice i jame. Jules Verne zahvaljuje G. Cechu prvim tiskom romana s posvetom i potpisom.

## Predstave i ekranizacije
Prema romanu Matijaš Sandorf izvođene su kazališne predstave u Francuskoj, Njemačkoj i SAD-u, a snimljene su i tri filmske adaptacije: 1920. (nijemi igrani film, režija: Henri Fescourt); 1963. (igrani film, režija: Georges Lampin); 1980. godine (TV serija u šest nastavaka, režija: Jean-Pierre Decourt). Verneovi opisi Pazinske jame potakli su francuskog speleologa Edouarda Alfreda Martela da u tri navrata od 1893. do 1897. dođe u Pazin istraživati pazinsko podzemlje.

## Jules Verne i Pazin
Događaji u romanu koji opisuju avanturu Matijaša Sandorfa u Pazinu zbio se 26. lipnja 1867. U spomen na taj literarni događaj na taj je datum 1998. godine u Pazinu priređen prvi dan Julesa Vernea koji se od tada svake godine potkraj lipnja održava u Pazinu. Iste je godine, u veljači, osnovan i Jules Verne Club koji okuplja ljubitelje Verneove literature, nastoji popularizirati čitanje, prevođenje i izdavanje njegovih knjiga, organizira manifestacije Dani Julesa Vernea, Festival fantastične književnosti, te druge aktivnosti kojima popularizira Verneova djela, te nastoje Pazin predstaviti kao grad Julesa Vernea. U Pazinu je 1989. i 1990. godine djelovalo amatersko kazalište "Mathias Sandorf". U Pazinu, pokraj Kaštela je Ulica Julesa Vernea.

## Electric
Electric je naziv broda kojim dr. Antekirtt/Sandorf putuje Sredozemljem brže nego ikojim do tada poznatim pomorskim prijevoznim sredstvima. To je brod na električni pogon (radnja se događa 1882.). U svojoj floti dr. Antekirtt uz uobičajene brodove toga vremena (jedrenjake s pomoćnim parnim pogonom): Savarena i Ferrato ima još tri Electrica.

## Vanjske poveznice
- www.ice.hr – Jules Verne Club, Pazin  Arhivirana inačica izvorne stranice od 23. veljače 2015. (Wayback Machine)
- www.julesvernedays.com – Dani Julesa Vernea  Arhivirana inačica izvorne stranice od 24. prosinca 2013. (Wayback Machine)
- www.labin.com / Knjige – Jules Verne: "Mathias Sandorf" (1885.)